# Centaurea albofimbriata
Centaurea albofimbriata — вид квіткових рослин айстрових (Asteraceae). Ендемік Болгарії.